# Võõpsu
Koordinaten: 58° 5′ N, 27° 33′ O
Võõpsu (deutsch Wöbs) ist ein Dorf (estnisch küla) im Südosten Estlands. Es gehört zur Landgemeinde Setomaa im Kreis Võru (bis 2017 Mikitamäe im Kreis Põlva).

## Einwohnerschaft und Lage
Das Dorf hat 85 Einwohner (Stand 31. Dezember 2011). Es liegt am fischreichen Fluss Võhandu. Die drei Kilometer lange Strecke von Võõpsu bis zur Mündung in den Peipussee ist heute noch schiffbar.

## Geschichte
Das Dorf wurde erstmals im Jahr 1428 in russischen Quellen unter dem Namen Wibowsk urkundlich erwähnt. Er ist aber wahrscheinlich sehr viel älter. Später entwickelte sich ein kleiner Hafen an der wichtigen Verkehrsader zwischen Räpina und dem Peipussee. Er war bis in die 1950er Jahre in Betrieb. 1895 und 1915 wurde der Ort durch Großfeuer stark in Mitleidenschaft gezogen, die zahlreiche Häuser und Gehöfte vernichteten.

## Dorfkapelle
Eine erste orthodoxe Kapelle (setukesisch tsässon) wurde wahrscheinlich bereits um die Wende vom 13. zum 14. Jahrhundert zu Ehren des Heiligen Nikolaus in Võõpsu errichtet. Das heutige Gotteshaus aus Holz stammt nach dendrochronologischen Untersuchungen aus dem Jahr 1710. Es wurde 2010 umfassend renoviert. An die Kapelle schließt sich ein alter Friedhof an, auf dem bis zur Mitte des 19. Jahrhunderts Beisetzungen stattfanden.

## Persönlichkeiten
- Daniel Palgi (1899–1988), Literaturwissenschaftler